# Egyptens fodboldlandshold
Egyptens fodboldlandshold er det nationale fodboldhold i Egypten, og repræsenterer landet ved internationale turneringer. Holdet har tre gange, i 1934, 1990 og 2018, deltaget ved VM i fodbold, med en plads i 1/8-finalen i 1934 som det bedste resultat. I African Nations Cup har holdet deltaget 22 gange, og syv gange er det blevet til sejr. 1957, 1959, 1986, 1998, 2006, 2008 og 2010.
Egyptens fodboldlandshold har aldrig vundet en kamp ved en VM-slutrunde. I 1934 blev Egypten det første afrikanske hold til at spille ved VM. Da det kvalificerede sig i 1990, blev det det hold i VM historien, som havde haft den længste tidsperiode imellem to VM-kampe. 56 år og 16 dage var der gået.[kilde mangler]